# Нильсен, Лавиаи
Лавиаи Нильсен (англ. Laviai Nielsen; род. 13 марта 1996, Лондон) — британская легкоатлетка, специализирующаяся в беге на 400 метров. 4-кратный призёр чемпионатов мира, призёр чемпионатов Европы на открытом воздухе и в помещении в эстафете 4×400 метров. Двукратная чемпионка Европы среди юниоров (2015).

## Биография

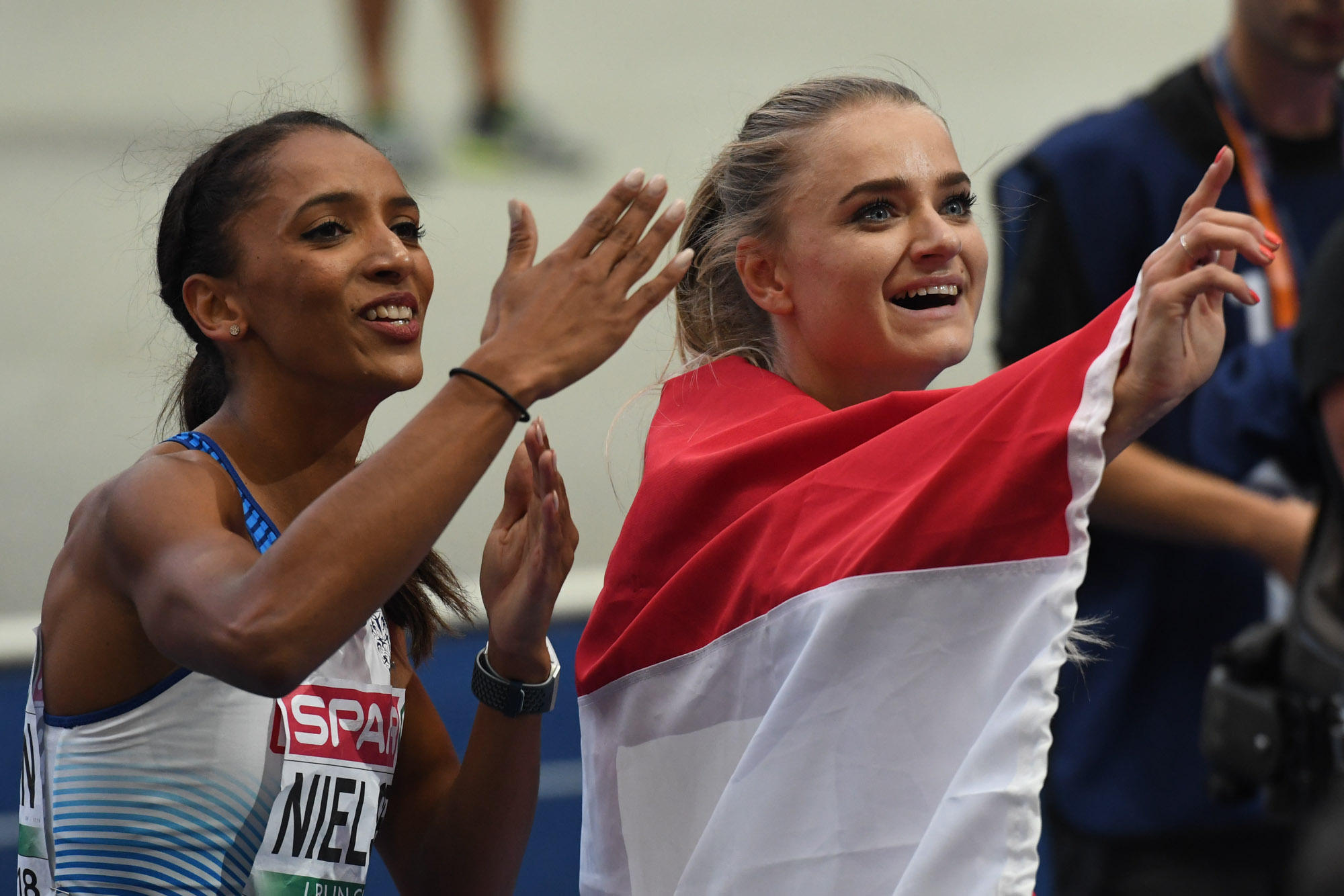
Нильсен (слева) на чемпионате Европы 2018 года

Вместе со своей сестрой-близнецом Линой начала заниматься лёгкой атлетикой в школе. В 16 лет работала волонтёром на Олимпийских играх в родном Лондоне. В то же время её собственные результаты были невысокие. Вместе с сестрой они бегали дистанцию 800 метров и только после перехода в 2013 году к тренеру Фрэнку Адамсу попробовали свои силы в спринте.
В дебютный год в беге на 400 метров Лавиаи улучшила личный рекорд на 4 секунды, в следующем сезоне сбросила ещё столько же (53,86) и отобралась на юниорский чемпионат мира в эстафете 4×400 метров. Она помогла команде выйти в финал, где осталась запасной, а сборная Великобритании выиграла бронзовые медали.
В 2015 году стала двукратной чемпионкой Европы среди юниоров: сначала выиграла личный бег на 400 метров с результатом 52,58, а затем вместе с сестрой взяла золото в эстафете.
Зимой 2017 года на соревнованиях в Бирмингеме установила личный рекорд 51,90 (быстрее своего летнего достижения). На чемпионате Европы в помещении финишировала четвёртой на дистанции 400 метров, а затем на последнем этапе в эстафете 4×400 метров принесла британкам серебряные медали.
Является студенткой Королевского колледжа Лондона, где изучает географию.
В 2023 году на чемпионате мира по лёгкой атлетике в Будапеште Нильсен завоевала серебро в смешанной эстафете 4 по 400 метров.

## Основные результаты
| Год  | Турнир                         | Место проведения    | Дисциплина       | Место      | Результат |
| ---- | ------------------------------ | ------------------- | ---------------- | ---------- | --------- |
| 2014 | Чемпионат мира среди юниоров   | Юджин, США          | эстафета 4×400 м | 4-е (заб.) | 3.35,37   |
| 2015 | Чемпионат Европы среди юниоров | Эскильстуна, Швеция | 400 м            | 1-е        | 52,58     |
| 2015 | Чемпионат Европы среди юниоров | Эскильстуна, Швеция | эстафета 4×400 м | 1-е        | 3.34,36   |
| 2017 | Чемпионат Европы в помещении   | Белград, Сербия     | 400 м            | 4-е        | 52,79     |
| 2017 | Чемпионат Европы в помещении   | Белград, Сербия     | эстафета 4×400 м | 2-е        | 3.31,05   |